# Crime Slunk Scene
Crime Slunk Scene es el decimoctavo álbum del guitarrista Buckethead, lanzado en el año 2006, también es el cuarto álbum que el guitarrista lanza a la venta en sus tours (es el 4 de 4). Como estaba a la venta originalmente en los tours de Buckethead, el sello discográfico de Travis Dickerson, TDRSmusic lo lanzó a la venta mundialmente hasta que salió de circulación.

La demanda de álbumes aún era muy alta así que finalmente Travis Dickerson decidió re-lanzarlo. Sin embargo, los proyectos siguientes se demoraron bastante tiempo, incluso a los fanes se le pidió que pre-ordenaran este álbum sin saber cuando saldría de nuevo. Cuando las pre-órdenes llegaron a cierto punto el álbum se le dio un visto bueno y volvió a circular.
Dickerson dijo que en futuras reediciones de otros discos de Buckethead se utilizaría el mismo proceso.
La canción "Soothsayer (Dedicated To Aunt Suzie)" apareció en el videojuego Guitar Hero III para ser descargada en un paquete de canciones junto a Joe Satriani y Steve Vai. La canción "King James" fue reglada en honor al cumpleaños 24 del baloncestista LeBron James junto a las canciones "Lebron" y "Lebron's Hammer" del álbum del 2009 Slaughterhouse on the Prairie.

## Canciones
1. King James - 3:57
2. Gory Head Stump 2006: The Pageant Of The Slunks - 5:31
3. The Fairy And The Devil - 2:57
4. Buddy Berkman's Ballad - 3:40
5. Mad Monster Party - 3:24
6. Soothsayer (Dedicated To Aunt Suzie) - 9:04
7. Col. Austin VS Col. Sanders AKA Red Track Suit - 3:22
8. We Can Rebuild Him - 3:36
9. Electronic Slight Of Hand - 2:57
10. Mecha Gigan - 2:39
11. Slunk Parade AKA Freaks In The Back - 3:14

### Nota
La canción 2 titulada "Gory Head Stump 2006: The Pageant Of The Slunks" es una mejor edición de la canción "Hook And Pole Gang" la cual puede ser encontrada en el álbum Bucketheadland.

## Créditos
- Dan Brewer Monti - Producción y Programación
- Buckethead - Instrumentos Biónicos
- Travis Dickerson - Guitarra adicional
- P-Sticks - Documentación
- Los pollos fueron pintados por la madre de Buckethead
- La figura de Buckethead fue hecha con el cuerpo de un señor que estaba a las afueras de Texas